# Holographic Versatile Disc

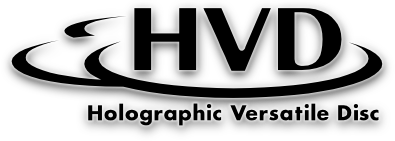
Logotyp

Holographic Versatile Disc, HVD, är en optisk lagringsenhet som kan lagra 3993,6 gigabyte (cirka 3,9 terabyte) data på en skiva. HVD finns ännu inte tillgängligt för allmänheten.